# Стање милости
Стање милости (енгл. State of Grace) алтернативно Узвишено стање или Помиловани је амерички криминалистички неоноар драмски трилер филм из 1990. године у режији Фила Џоаноуа, а по сценарију Дениса Мекинтајера.
Тери Нунан (Шон Пен), већ деценију одсутан добродошао је назад у своје ирско-америчко насеље у Њујорку. Некадашњи уличар, Тери је сада тајни полицајац који циља на шефа криминала Френкија Фланерија (Ед Харис). У име дужности, Тери оживљава своје успавано пријатељство са Френкијевим млађим братом, Џекијем (Гери Олдман). Али како се Тери приближава свом циљу, његова осећања према најмлађој Фленери, његовој старој љубави Кетлин (Робин Рајт), компликују његову мисију.

## Радња
Тери Нунан (Шон Пен) враћа се кући у њујоршки кварт Хелс Кичен након десетогодишњег одсуства. Он тражи свог пријатеља из детињства, Џекија Фланерија (Гери Олдман), који је укључен у посао ирске мафије коју води његов брат Френки (Ед Харис). Тери такође поново распламсава стари пламен у срцу Џекине сестре, Кетлин (Робин Рајт). Ускоро, међутим, Тери је растрган између своје лојалности пријатељима и оданости другима. Он је заправо тајни полицајац који помаже полицији да уништи банду. Међутим, он је под великим притиском и на крају открива свој прави идентитет Кетлин, али она не жели ништа с њим након што јој је брат Френк рекао да је он нови члан банде и да је већ убио двоје људи.
Џеки пије у бару једне ноћи када три члана ривалске италијанске банде упадну унутра и на крају убију све троје, осећајући се увређено што су ушли на територију његове банде. Шеф италијанске мафије позива Френка на састанак и налаже му да убије свог брата „који је постао трн у оку обе стране“. Френк је рекао Џеки да седне и сачека исход сесије и да се укључи ако сесија не прође добро; успева да избегне рат банди грлећи италијанског вођу испред ресторана испред његових чланова банде.
Френк шаље Џекија да прикупи 25.000 долара те вечери, говорећи му да их Италијани подржавају и да је ово награда. Џеки открива ову тајну Терију и њих двоје заједно одлазе на Док 84. Френк долази са својим повереником, а Тери покушава да позове полицијског наредника и колегу надзорника Ника (Џон Туртуро), којима је погрешно дао локацију. Френк смртоносно пуца у Џеки, али Тери није сведок овог злочина. Полиција на крају стиже и Тери каже Нику да жели да прекине тајну операцију.
На Џекијевој сахрани, Тери каже Франку да је био на пристаништу 84 и такође предаје Франку његову полицијску значку. Дан је Светог Патрика и Френк је наредио својој банди да пронађе и убије Терија. Док Кетлин гледа параду поводом Дана Светог Патрика, Тери одлази до бара где су Френк и његова банда и након пуцњаве убија све Франкове људе, а на крају чак и самог Френка. Сам Тери је погођен три пута, а остаје недоумица да ли ће преживети или умрети.

## Улоге
| Глумац         | Улога                  |
| -------------- | ---------------------- |
| Шон Пен        | детектив Тери Нунан    |
| Ед Харис       | Френки Фленери         |
| Гери Олдмен    | Џеки Фленери           |
| Робин Рајт     | Кетлин Фленери         |
| Џон Туртуро    | детектив Ник Ричардсон |
| Џон Си Рајли   | Стиви МекГвајер        |
| Р. Д. Кол      | Пет Николсон           |
| Џо Витерели    | Борели                 |
| Берџес Мередит | Фин                    |
| Марко Сен-Џон  | Џими Кавело            |